# Pechory
Pechory ( rus: Печоры ; Estonià i Seto : Petseri ) és una ciutat i el centre administratiu del districte de Pechorsky a l'oblast de Pskov, Rússia. La seva població al cens de 2010 era 11.195, passant dels 13.056 registrats al cens del 2002  a 11.935 al cens de 1989.

## Història
Pechory va ser fundada com a posad al segle XVI prop del monestir de les coves de Pskov establert el 1473 pel sacerdot ortodox Jonàs, que va fugir de Dorpat (ara Tartu ) cap a la República de Pskov. El seu nom, Pechory, o anteriorment Pechery deriva de la paraula peshchery (пещеры), rus per a coves. El lloc aviat es va convertir en un important lloc comercial i un bastió fronterer. Durant la campanya d' oprichnina introduïda per Ivan el Terrible, Pechory va romandre dins de zemschina, o terres municipals subjectes al govern. Va ser assetjat nombroses vegades pels enemics de Rússia: les forces de Stephen Báthory van saquejar l'assentament durant el setge de Pskov el 1581–1582, i els suecs o polonesos van assaltar Pechory el 1592, 1611, 1615 i 161365, i des del 1655, fins al 1657.</link> La fortificació de Pechory va ser assetjada pels suecs durant la Gran Guerra del Nord el 1701 i el 1703. El 1701, després d'un assalt suec sense èxit liderat per Shlippenbach, Boris Sheremetev va començar la seva campanya per avançar a l'Estònia sueca des de Pechory. Després de la guerra, la frontera russa es va desplaçar cap a l'oest, de manera que Pechory va perdre la seva importància militar.
Durant la reforma administrativa realitzada el 1708 per Pere el Gran, la zona va ser inclosa a la Governació d'Alemanya (coneguda des de 1710 com la Governació de Sant Petersburg ). El 1727, la governació separada de Novgorod es va separar i el 1772 es va establir la governació de Pskov ; va existir com a virregnat de Pskov entre 1777 i 1796. El 1776, Pechory va rebre els drets de ciutat i es va establir el Pechorsky Uyezd. Tanmateix, el 1797, l'uyezd va ser abolit i el territori va passar a formar part de l'Uyezd de Pskovsky de la governació de Pskov. A partir d'aleshores, Pechory va ser considerat formalment com un suburbi de Pskov, però conservant els seus antics drets d'autoadministració.

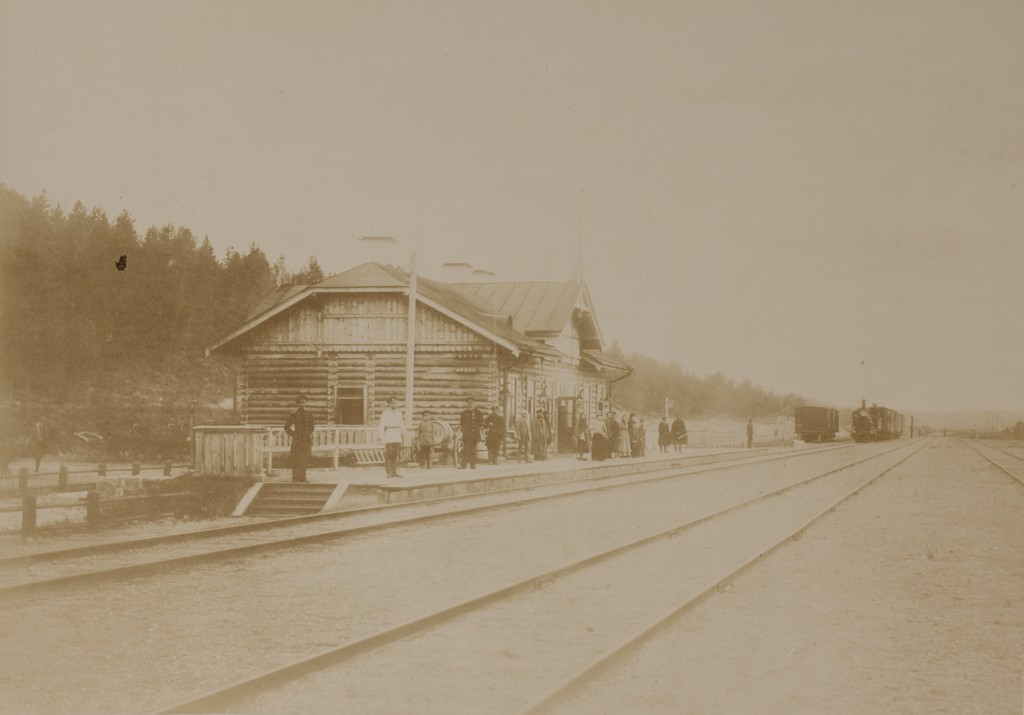
Estació de tren l'any 1889

El 1820 tenia una població de 1.312 habitants, incloent 1.258 russos i 27 estonians, que vivien en 228 cases la majoria de fusta. L'any 1914 la població va créixer fins a 2.240, residint al llarg d'onze carrers i cinc places. Els carrers estaven equipats amb 31 fanals de querosè. El 1889 es va posar en funcionament el ferrocarril Pskov- Riga que travessa els afores al nord de Pechory. L'estació de ferrocarril de Pechory (ara Pechory-Pskovskiye) es va inaugurar el 1899. Hi havia fàbriques de cuir i malta a la ciutat, una estació postal i de telègrafs, quatre escoles, entre les quals una mantinguda pel monestir, i un hospital. Pechory era conegut pel seu comerç de lli, que es va expandir encara més durant el període estonià consegüent de la història de la ciutat.
Del 25 de febrer al 30 de novembre de 1918, Pechory va ser ocupada pels alemanys. Durant la Guerra d'Independència d'Estònia i, simultàniament, la Guerra Civil Russa, la ciutat va ser ocupada per l'exèrcit estonià el 29 de març de 1919. El centre de la governació, Pskov, va ser ocupat per l'exèrcit antibolxevic rus del nord-oest, que més tard va ser repel·lit l'agost de 1919 per l'Exèrcit Roig. Sota els termes del Tractat de pau de Tartu de 1920 que estipulava la frontera al llarg de la línia del front real entre els exèrcits vermells i estonians, de manera que Pechory i la part occidental adjacent de Setomaa van ser cedits a Estònia.

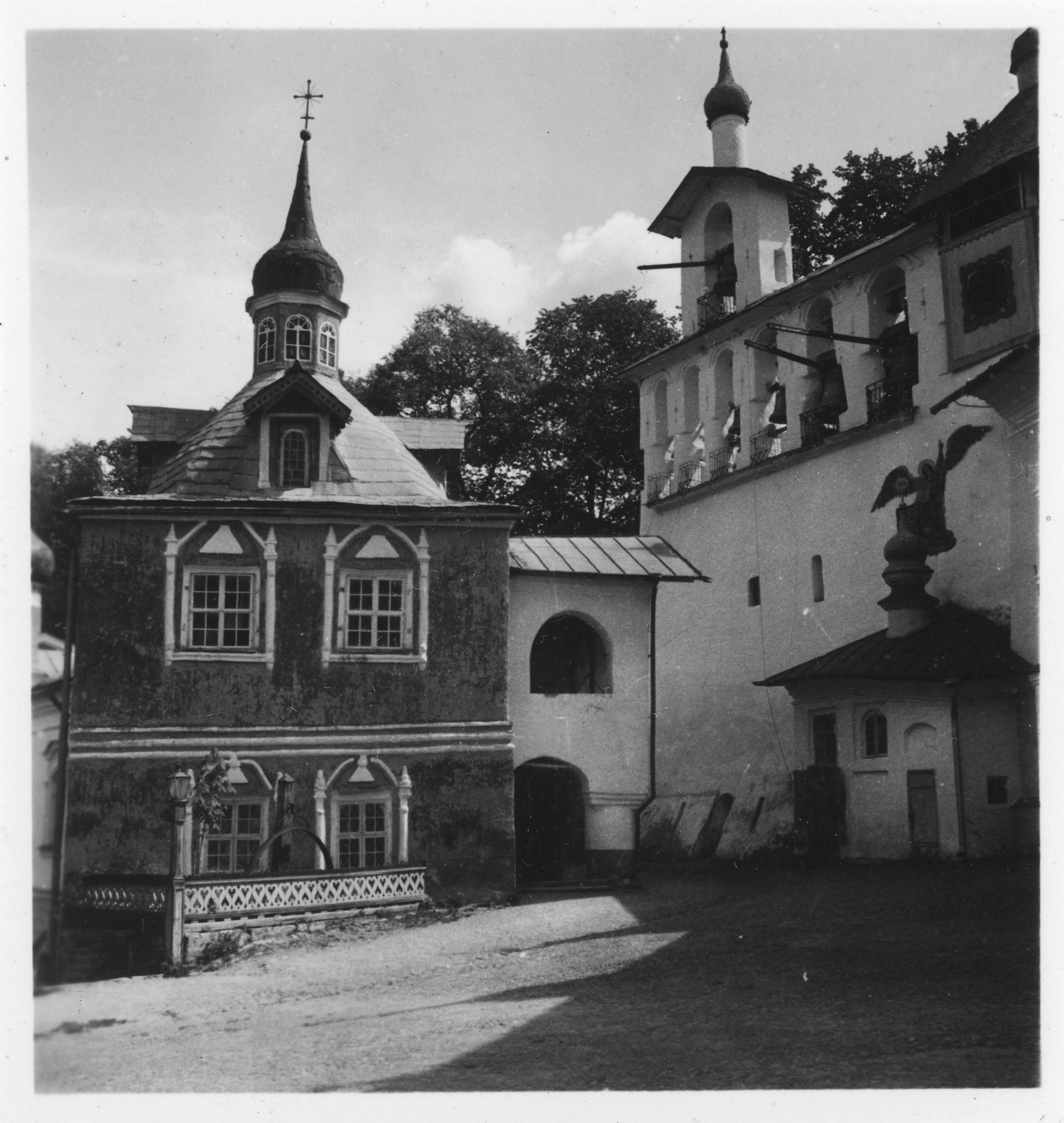
Monestir a l'interbellum

L'interbellum, Petseri, com s'anomenava en aquella època, era el centre del comtat de Petseri, un dels onze comtats que formaven la República d'Estònia. Sota el domini estonià, la població de la ciutat es va duplicar, sobretot a causa de l'arribada d'estonianes. La matrícula a les escoles primàries municipals es feia tant en rus com en estonià, amb més inclinació cap a aquest últim després de la reforma escolar de 1934. El maig de 1925, la major part de la terra propietat del monestir de les coves de Pskov va ser confiscada pel govern estonià i cedida a nous colons. L'església luterana de St. Peter va ser construïda l'any 1926. L'any 1939 es va produir un gran incendi a la població, que va destruir 212 edificis de fusta i va matar molts habitants.

Durant la Segona Guerra Mundial, després de l'ocupació d'Estònia per part de la Unió Soviètica el 1940, la ciutat va romandre inicialment part de la RSS d'Estònia. La ciutat va ser ocupada per l'exèrcit alemany des del 10 de juliol  de 1941 fins a l'11 d'agost de 1944 i administrat com a part del Generalbezirk Estland del Reichskommissariat Ostland. Entre 1943 i 1944, els alemanys van operar un camp de treballs forçats per als jueus a la ciutat.
Segons un decret del Soviet Suprem de l'URSS del 23 d'agost de 1944 i un decret del 16 de gener de 1945, Pechory i la part oriental del comtat de Petseri van ser transferits a l'oblast de Pskov de la RSFS russa i es va establir el districte de Pechorsky. Durant el període soviètic, l'escolarització bilingüe va continuar, i el 1956 es va obrir l'escola secundària número 2 de Pechory per als estudiants de parla estoniana.
El 1976, els límits de la ciutat es van ampliar encara més per abastar l'estació de ferrocarril i alguns pobles adjacents, inclòs Kunichina Gora, que ara acull un punt de pas fronterer.
Després que es restablís la independència d'Estònia l'any 1991, la ciutat i el territori al seu voltant van ser reclamats per Estònia a causa dels termes del Tractat de Pau de Tartu, en el qual la Unió Soviètica havia renunciat a futures reclamacions sobre el territori estonià. Es va informar que Estònia va retirar aquesta reclamació al novembre de 1995. Al maig, Estònia va signar un nou tractat de fronteres amb Rússia el 18 de 2005, reflectint els canvis posteriors a la frontera, però va ser rebutjat i cancel·lat per Rússia el 27 de juny de 2005, perquè els estonians van afegir referències a "l'ocupació soviètica". Durant la dècada següent es van dur a terme una sèrie de consultes intergovernamentals i el 18 de febrer de 2014 es va signar la nova versió del Tractat de Fronteres per part dels dos països. L'última versió deixa intacta la frontera pactada amb unes petites exempcions que no afecten la població de Pechory. La seva ratificació parlamentària per ambdues parts està pendent.

## Estatut administratiu i municipal
En el marc de les divisions administratives, Pechory serveix com a centre administratiu del districte de Pechorsky, del qual està directament subordinat. Com a divisió municipal, la ciutat de Pechory, juntament amb quaranta-dues localitats rurals, s'incorpora al districte municipal de Pechorsky com a assentament urbà de Pechory.

## Religió
Pechory és famós pel monestir ortodox rus de Pskov-Coves. L'església evangèlica luterana de Sant Pere també es troba a la ciutat. És famós pel seu orgue històric.

## Cultura
Durant la dècada de 1930 es van celebrar a la ciutat festivals de cançons russes inspirats en esdeveniments d'Estònia similars.
Pechory acull un museu, dues biblioteques, un centre cultural i una escola d'art per a nens. A part dels esdeveniments oficials i religiosos, s'hi celebren festivals de Maslenitsa i Ivan Kupala. El Museu de la Finca de Seto Arxivat 2020-09-27 a Wayback Machine. es troba prop de la ciutat.

## Persones destacades
- Alfred Hirv, pintor estonià
- Heino Kostabi, polític estonià
- Lilli Promet, escriptora estonia
- Jaanus Sirel, futbolista estonià
- Johannes Kert, oficial militar i polític estonià
- John Krestiankin, un destacat monjo ortodox rus ( archimandrita )